# Ogni maledetto Natale
Ogni maledetto Natale è un film del 2014 diretto da Giacomo Ciarrapico, Mattia Torre e Luca Vendruscolo.
È la seconda pellicola diretta da questi tre registi, di nuovo una commedia dopo Boris - Il film del 2011.
A parte i due giovani protagonisti, Alessandra Mastronardi e Alessandro Cattelan, gli altri attori interpretano due ruoli nettamente distinti: uno nella prima parte del film con ambientazione presso i familiari della ragazza, uno nella seconda parte che si svolge tra i familiari del ragazzo.

## Trama
Massimo Marinelli e Giulia Colardo, incontratisi per caso a Roma, si innamorano.
Il Natale si avvicina e Giulia chiede a Massimo di passare la vigilia insieme alla sua famiglia. Massimo, dapprima restio, poi acconsente e va con lei al suo paese natio nel Viterbese, dove la famiglia della ragazza si rivela rozza e bizzarra, oltre l'immaginabile; il giovane prova in tutti i modi ad integrarsi e ad interagire ma alla fine il suo disagio emerge e Giulia, offesasi, lo mette alla porta.
L'indomani Giulia ripensa a quanto occorso e si reca a casa di Massimo. All'inizio sembrano chiarirsi, quindi Giulia invita Massimo a trascorrere il Natale con alcuni amici in un rifugio di montagna. I familiari del ragazzo, ricchi imprenditori, non sono però meno grotteschi e agitati dei parenti di Giulia, specie dopo che il pranzo di Natale è a rischio a causa del suicidio di un inserviente filippino.
I due giovani, emersa la differenza di ceto sociale, sembrano non comprendersi più e si separano di nuovo. Massimo, però, raggiungerà poi Giulia nel rifugio in montagna dimostrando che il vero amore non teme alcun ostacolo.

## Distribuzione
Il trailer del film è stato reso disponibile il 9 ottobre 2014. Presentata in anteprima al Torino Film Festival il 22 novembre successivo, la pellicola è stata distribuita nelle sale cinematografiche italiane il 27 dello stesso mese.

## Accoglienza

### Incassi
Il film ha incassato 819 000 euro nel primo fine settimana di apertura, e 2,1 milioni di euro nelle prime quattro settimane di programmazione.